# Mycena stipata
Mycena stipata es una especie de hongo basidiomicetos,  de la familia Mycenaceae, perteneciente al género Mycena.

## Sinónimos
- Mycena alcalina

## Características
El píleo (sombrero) puede llegar a los 27 milímetros de diámetro, su forma es convexa, acampanado, el color es amarronado.